# فيسنتي مير
فيسنتي مير (بالإسبانية: Vicente Mir)‏ هو مدرب كرة قدم ولاعب كرة قدم إسباني في مركز الهجوم، ولد في 3 يونيو 1968 في Meliana ‏ في إسبانيا. لعب مع فالنسيا ميستايا ونادي ألكويانو ونادي إلتشي ونادي فالنسيا.